# Пагода
Пагода је од Португалаца преузет и само у Европи уобичајен назив за индијске, кинеске, корејске и јапанске обредне грађевине од камена или дрвета. То су углавном будистички храмови. У Индији се називају ступа, у Мианмару дагаба.
Пагода је висока грађевина налик на торањ (60-125 m), обично кружног облика, која служи будистичком култу и за чување реликвија. У Кини т'ах, торањ са 7-13 спратова полигоналне или кружне основе; поједини спратови имају избочене кровове, а о њихове узвијене ивице обешена су звона. Најстарија кинеска пагода потиче из 522. године. Од 1412. до 1431. саграђен је у облику пагоде чувени порцелански торањ код Нанкинга (разорен 1853), који је био обложен глазираним глиненим рељефима. Кинеска пагода може имати и облик павиљона.
Јапанска пагода - то развила се из кинеских и корејских дрвених пагода. Најстарија јапанска пагода је у храму Хорyуји код Наре.
Грађевине ове врсте имају богато разведене архитектонске форме, а декорисане су фигуралним пластичним украсом и орнаментима.

## Историја
Порекло пагоде се може пратити до ступе (3. век пре нове ере). Ступа, споменик у облику куполе, коришћена је као комеморативни споменик за смештај светих реликвија и списа. У источној Азији, архитектура кинеских кула и кинеских павиљона уклопила се у архитектуру пагоде, да би се на крају проширила и на југоисточну Азију. Њихова изградња је популаризована напорима будистичких мисионара, ходочасника, владара и обичних поклоника да поштују будистичке реликвије.
Јапан има укупно 22 петоспратне дрвене пагоде изграђене пре 1850. године.

### Кина
Најранији стилови кинеских пагода били су квадратне и кружне основе, са кулама осмоугаоне основе које су се појавиле током 5–10 века. Највиша кинеска пагода из предмодерног доба је пагода Њаоди из манастира Кајјуан, Дингсјан, Хебеј, завршена 1055. године под царем Рензонгом од Сонга и која стоји са укупном висином од 844 m (275 ft). Иако више не постоји, највиша премодерна пагода у кинеској историји била је дрвена пагода од 100 m (330 ft) у Чангану, коју је изградио цар Јанг од Суја, и вероватно кратковечна пагода из 6. века Пагода Јонгнинг (永宁宝塔) у Луојангу са отприлике 137 метара. Највиша премодерна пагода која још увек стоји је пагода Лиаоди. У априлу 2007. отворена је за јавност нова дрвена пагода Тјеннинг храм у Чангџоу, највиша у Кини, висока 154 m (505 ft).

## Симболика и геомантија
Кинеска иконографија је приметна у кинеским и другим источноазијским пагодама. Такође је истакнута будистичка иконографија као што је слика Шакјамунија и Гаутаме Буде у абхаја мудри. У чланку о будистичким елементима у уметности династије Хан, Ву Хунг сугерише да је у овим храмовима будистички симболизам спојен са изворним кинеским традицијама у јединствен систем симболике.

## Архитектура
Пагоде долазе у много различитих величина, при чему више често привлаче ударе грома, инспиришући традицију да завршни украс врха структуре може да ухвати демоне. Данас су многе пагоде опремљене жицама које претварају завршни део у громобран.
Дрвене пагоде поседују одређене карактеристике за које се сматра да су отпорне на оштећења од земљотреса. Ово укључује ефекат пригушења трења и клизања сложених дрвених доугонг спојева, структурну изолацију подова, ефекте широке стрехе аналогне играчки за балансирање, и феномен Шинбашире да је средишњи стуб причвршћен за остатак суперструктуре.
Пагоде на Хималајима потичу из архитектуре Кат куни, која се веома разликује од кинеског и јапанског стила.

## Грађевински материјал
Током Јужне и Северне династије, пагоде су углавном биле грађене од дрвета, као и друге древне кинеске грађевине. Дрвене пагоде су отпорне на земљотресе, и ниједна јапанска пагода није уништена земљотресом, али су склоне пожару, природној трулежи и најезди инсеката.